# Dago Red
Dago Red è una raccolta di tredici racconti di John Fante. La raccolta è composta dai seguenti racconti:
1. Rapimento in famiglia
2. Muratore della neve
3. Prima comunione
4. Chierichetto
5. Professionista
6. La canzonetta scema di mia madre
7. Una moglie per Dino Rossi
8. La strada per l'inferno
9. Uno di noi
10. L'odissea di un wop
11. Casa, dolce casa
12. L'iradiddio
13. Ave Maria

Ben sette dei tredici racconti di Dago Red apparvero la prima volta tra il 1932 e il 1937 sulle pagine della celebre rivista "The American Mercury".
Chierichetto rappresenta l'esordio letterario di Fante. Si tratta di un racconto costituito da una serie di immagini, tenute assieme da una voce narrativa in prima persona: un ragazzino alle prese con le sue interpretazioni personali circa i dogmi del catechismo cattolico.
In Italia furono pubblicati da Sellerio Editore, col titolo Una moglie per Dino Rossi, 3 racconti: nell'ordine, Una moglie per Dino Rossi, Il chirichetto e Prima Comunione. Un'altra silloge, edita da Marcos y Marcos col titolo invariato Dago Red, contenne i restanti 10 racconti.

## Edizioni italiane
- Una moglie per Dino Rossi, traduzione di Maria Martone, con una nota di Gian Gaspare Napolitano, Collana La memoria n.179, Palermo, Sellerio, 1988.
- Dago Red, Roma, Marcos y Marcos, 1997.
- Dago Red, a cura di Emanuele Trevi, Prefazione di Domenico Starnone, trad. Francesco Durante, Collana Stile libero, Torino, Einaudi, 2006, ISBN 978-88-06-17138-4.